# Nigel Pullman
Nigel Pullman (* 1947) ist ein ehemaliger Offizier der Britischen Armee und britischer Journalist. Er ist einer der beiden Sheriffs der City of London für die Jahre 2012/13.

## Biographie
Pullman besuchte die Sherborne School bevor er an die Royal Military Academy Sandhurst ging. 
Im Jahr 1968 wurde er dem Royal Corps of Signals zugeteilt und diente in der Brigade of Gurkhas und von 1974 bis 1975 bei den Vereinten Nationen anlässlich der türkischen Militärintervention auf Zypern. Vor dem Ende seines Wehrdienstes wurde er in den Rang eines Captains befördert. Danach schloss er sich der Freiwilligenarmee Inns of Court and City Yeomanry an und verließ diese 1988 im Rang eines Majors.
Nachdem Pullman die Armee verlassen hatte, arbeitete er von 1979 bis 1996 für die Financial Times und war danach von 1997 bis 2008 Schriftführer bei der Worshipful Company of World Traders. Von 2010 bis 2011 war er Zunftmeister der Worshipful Company of Leathersellers und wurde 2012 als einer der beiden Sheriffs der City of London für die Jahre 2012/13 ins Amt berufen.

## Auszeichnungen
- – Medaille der United Nations Peacekeeping Force in Cyprus (1975)
- – Serving Brother des Order of Saint John (SBStJ) (2012)